# 国設塩狩スキー場
国設塩狩スキー場は、かつて塩狩峠付近、塩狩駅の東側、和寒山（標高740.6m）の南西斜面にあった国設スキー場である。昭和38年（1963年）開設。標高290～580mの範囲に開設されていた。塩狩ヒュッテが一番近い宿泊施設になる。